# Белла Свон
Белла Свон (англ. Bella Swan), повне ім'я Ізабелла Марі Свон (англ. Isabella Marie Swan) — головна героїня серії романів Стефені Маєр «Сутінки». Вона є головною героїнею в усіх книгах серії й більша частина подій подається від її особи. 

## Зовнішність і характер

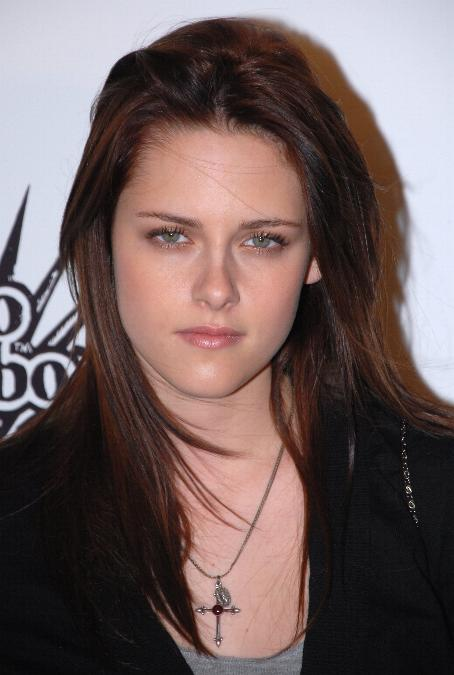
Актриса Крістен Стюарт

У романах Белла описана як білошкіра дівчина з карими очима й темним волоссям. Деталізованого опису письменниця ніколи не дає. Як пояснювала Стефені Маєр, це зроблено навмисно, щоб читачі могли легше ідентифікувати себе з героїнею. Однак, пізніше на своєму вебсайті Стефані Маєр дала більш деталізований опис зовнішності Белли. Белла худорлява, але не спортивна. Її ріст становить 165 см, а вага — 50 кг. У неї обличчя в формі серця з вузькою щелепою, гострим підборіддям, тонким носом і великими очима. У Белли повні губи, при цьому верхня губа трішки пухліша, ніж нижня. Її волосся пряме, темно-каштанове, у «Світанку» його довжина сягає талії. Белла ніколи не користувалася косметикою. Коли задумана, або занепокоєна чимось, на її лобі з'являється зморшка. В неї короткі нігті, оскільки має звичку покусувати їх. Визначною рисою Белли є її незграбність: вона часто падає, вдаряється об різні предмети й зовсім не вміє танцювати. Її улюблений вираз: «Holy crow!». За характером вона стримана, прониклива, дошкульна, уперта, відважна, самовіддана, нерозважна, не любить вечірок, не дуже товариська і рідко розкриває свої думки людям.
За романом, вона дитина з непростим дитинством. Батьки розлучилися, коли вона була зовсім маленькою, їй доводилося обирати між матір'ю та батьком. Деякою мірою Белла закомплексована: вона не вважає себе красивою та розумною. Тому при зустрічі з Едвардом Белла Свон часто ніяковіє, їй не віриться, що такий красивий хлопець може звернути на неї увагу.
У фільмах за мотивами саги роль Белли виконує Крістен Стюарт.

## Історія

### «Сутінки»
За сюжетом Белла переїжджає до батька в невелике містечко Форкс і зустрічається з таємничою сім'єю Калленів. В одного з них, молодого Едварда Каллена, Белла закохується. Пізніше вона дізнається, що він і всі члени його сім'ї — вампіри, проте, дівчину це не лякає. Едвард Каллен вміє читати думки вампірів і людей, окрім Белли. Вони починають зустрічатися. Під час гри з Калленами у бейсбол Белла зустрічається з іншими Вампірами — Лораном, Вікторією та Джеймсом, які п'ють кров людей, а не тварин, на відміну від сім'ї Калленів. Один з них, Джеймс виявився наділеним даром відшукувати жертву за запахом на великій відстані, його роздратувало  бажання Едварда захистити Беллу. Тож він починає на неї полювання. Едвард з допомогою рідних рятує Беллу і вбиває Джеймса.

### «Молодий місяць»
Друга книжка починається з того, що Белла святкує свій день народження, випадково ранить палець об фольгу і потрапляє під атаку Джаспера. Джасперу, який недавно став «Вегетаріанцем», важко стримуватися, тому Белла не тримає на нього зла, але Едвард після цього інциденту вирішує, що Беллі надто небезпечно бути з ним, і розриває стосунки, їде подорожувати. Белла дуже переживає розрив і врешті-решт знаходить розраду в дружніх стосунках з Джейкобом Блеком. Пізніше вона дізнається, що він теж має надприродні здібності — він вовк-перевертень. Це не заважає дружбі Белли та Джейка, який рятує її від вампіра Лорана, друга вбитого в «Сутінках» Джеймса.
Белла все ще любить Едварда і «відчуває його», при припливі адреналіну. В пошуках адреналіну вона вирішує пірнути у воду з дуже високої скелі, але потрапляє у підводну течію, і Джейк рятує її. Вампір Еліс, сестра Едварда, що вміє бачити майбутнє, застає стрибок у своєму видінні, але при появі Джейка воно розвіюється. Еліс вважає, що Белла мертва, і їде до Форкса, щоб підтримати батька Белли. Едвард дізнається про смерть коханої й вирішує накласти на себе руки, звернувшись із проханням до прадавнього італійського клану Вольтурі. Еліс бачить у видінні, що збирається скоїти її брат, і вони з Беллою поспішають до Італії, щоб зупинити його. Белла встигає вчасно: Едвард бачить, що вона жива, і відмовляється від самогубства. Каллени повертаються до Форкса.

### «Затемнення»
У третій книзі Беллі доводиться вибирати між Едвардом та Джейкобом. Вибір не був би настільки складним, якби не хистке перемир'я у війні перевертнів і вампірів. Едвард не дозволяє Беллі й Джейкобу бачитися, оскільки вважає це дуже небезпечним. Але після того, як Белла втікає від нього до Джейкоба, Едвард мириться з незворотними наслідками його відходу в «Новому місяці» і розуміє, що Джейкоб потрібен Беллі. Белла зізнається, що любить Джейка, але тільки як друга. Вони з Едвардом протистоять подрузі Джеймса, Вікторії, що бажає помститися за нього. Для цього, щоб убити Беллу, вона створює загін нових вампірів. Врешті-решт Вікторію переможено об'єднаними силами перевертнів і Калленів, а Белла погоджується вийти за Едварда заміж, за умови, що після справжнього медового місяця вона теж стане вампіром.

### «Світанок»
У завершальній, четвертій книзі, Белла виходить заміж за Едварда Каллена. Під час медового місяця Белла завагітніла. Ця дитина — наполовину — людина, а наполовину — вампір, через це пологи можуть коштувати Беллі життя. Попри це вона збирається народжувати. Щоб захистити дитину, вона звертається за допомогою до Розалі, стосунки з якою ніколи не були дружніми. Під час пологів Белла опиняється під загрозою загибелі через серйозні травми. Едвард перетворює її на вампіра і вона перевтілюється. Після перевтілення вона набуває нову зовнішність, багато здібностей і, на противагу своїй колишній незграбності, стає дуже граційною. Белла іде на своє перше полювання разом з Едвардом. Там вона показує незвичайну, як для щойно перевтіленого вампіра, здатність до самоконтролю. Свою дочку вона називає Ренесмі (в честь своєї матері Рене та Есмі Каллен)
Маленьку Ренесмі помічає вампір Ірина. Вона вважає, що Каллени створили безсмертне дитя, що правилами вампірів суворо заборонено, і повідомляє про свої спостереження Вольтурі, могутній клан вампірів з Італії. Вони вирішують «відвідати» Калленів, знищити дівчинку, і одночасно прийняти до клану деяких вампірів з особливими здібностями. Тим часом Белла з'ясовує, що у неї є надзвичайний дар — вона має «щит», який захищає її свідомість від впливу чужих здібностей, зокрема й надзвичайних. Ренесмі, навпаки, здатна навіювати свої уявлення іншим. Белла вчиться розтягувати невидимий щит на оточуючих, і саме це рятує Калленів, їх свідків та перевертнів, що прийшли на допомогу, під час зустріч з Вольтурі. У фіналі Белла з Едвардом повертаються додому, і Белла зусиллям волі знімає свій розумовий захист, щоб дозволити Едварду прочитати її думки.

## Здібності
Белла була єдиною, чиї думки не міг прочитати Едвард. І, коли вона стає вампіром, цьому знаходяться пояснення. Річ у тому, що Белла, як і Едвард, мала паранормальні здібності. Її свідомість створює своєрідний «щит», досить сильний, яким Белла вчиться керувати, коли стає вампіром. Вона «розтягує» його, захищаючи від чужого впливу розум тих, хто перебуває поруч, а потім прибирає щит зі своєї свідомості, дозволяючи Едварду нарешті прочитати її думки. До всього Белла має дар контролю, який утримує її від нападу на людей під час свого першого полювання. Вона здатна утримати себе в руках, коли відчує людський запах або бачить кров людини, що з часом дозволяє їй перебувати поруч із людьми, спілкуватися з перевертнями.